# Scutisorex thori
Espèce
Scutisorex thori est une espèce de musaraignes de la famille des Soricidae vivant en République démocratique du Congo. L'espèce sœur, Scutisorex somereni, et elle sont les seules espèces de mammifères connues dont les vertèbres s'imbriquent comme des doigts,.

## Description
Cette musaraigne a un crâne plus petit et moins de vertèbres inférieures (huit au lieu de dix ou onze) que l'espèce sœur. Les vertèbres présentent moins de ramifications osseuses, et les côtes de l'animal sont plus plates et plus robustes,. Comme S. somereni, S. thori possède un dos extrêmement fort, environ quatre fois plus fort que celui d'un homme, une fois éliminés les effets de la taille. Cette musaraigne mesure moins de 1 pied (30 cm) de long et ne pèse que 1,7 once (48 g). Les Scutisorex sont moins souples que les autres animaux.

## Découverte
La musaraigne Scutisorex thori a été décrite pour la première fois dans Biology Letters (en) par une équipe internationale de chercheurs dirigée par William T. Stanley, directeur des collections et zoologiste du musée Field à Chicago, en juillet 2013. Elle a été découverte quand Stanley a disséqué un spécimen de musaraigne recueilli dans le village de Baleko et constaté que sa colonne vertébrale différait de celle des spécimens connus,. L'équipe a nommé la musaraigne d'après le nom du mammalogiste Thorvald « Thor » Holmes, du Musée des vertébrés de l'Université d'État de Humboldt, et celui du dieu viking de la force, Thor,.

## Importance dans l'évolution
La structure du crâne et des vertèbres de Scutisorex thori porte à croire que l'espèce est une espèce intermédiaire dans l'évolution entre Scutisorex somereni et les autres musaraignes, qui passait pour un très bon exemple d'équilibre ponctué, théorie selon laquelle les espèces évoluent parfois très vite après de longues périodes de stabilité. La découverte de cette espèce intermédiaire laisse entrevoir une évolution plus graduelle des musaraignes.  
Scutisorex thori peut aussi aider à expliquer l'avantage de vertèbres qui s'imbriquent dans l'évolution. Ceux qui ont découvert cet animal émettent l'hypothèse que le dos robuste des deux Scutisorex, qui auraient divergé il y a environ 4 millions d'années, leur sert à soulever des troncs ou des roches pour trouver des vers ou à se glisser entre le tronc et la base des feuilles de palmier pour trouver des larves. Ce comportement n'a pas encore été observé dans la nature.